# Flora and Son
Flora and Son är en amerikansk-irländsk musik- och dramakomedifilm från 2023. Filmen är regisserad av John Carney, som även skrivit filmens manus. Filmen hade premiär på Sundance Film Festival den 22 januari 2023. Den hade även en begränsad filmpremiär i USA planerad till den 22 september 2023 innan den hade digital premiär den 29 september 2023 på strömningstjänsten Apple TV+.

## Handling
Filmen utspelar sig i Dublin och kretsar kring den ensamstående mamman Flora och hennes tonårsson Max. Hon försöker hitta en hobby till Max och när hon hittar en gitarr i en container tror hon sig hittat lösningen.

## Rollista (i urval)
- Eve Hewson - Flora
- Joseph Gordon-Levitt - Jeff
- Orén Kinlan - Max
- Jack Reynor - Ian
- Sophie Vavasseur - Juanita
- Kelly Thornton - Heart